# Christian Jaschinski (Autor)
Christian Jaschinski (* 1965 in Lemgo) ist ein deutscher Autor und Musiker.

## Leben
Nach einer Ausbildung zum Datenverarbeitungskaufmann und einem Wirtschaftsstudium an der Universität Paderborn und der University of Oregon (USA) war er zunächst als Marketing-Direktor bei einem Bildungsverlag tätig.
Seit 1998 arbeitet Jaschinski als Lehrer an einem staatlichen Berufskolleg, Lehrbeauftragter für Marketing, Organisation, Prodauktion und Wirtschaftsrecht an zwei Hochschulen sowie als freiberuflicher Trainer.
Im Jahr 2008 rief er das ausbildungsintegrierte Studienkonzept Hanse-CAMPUS ins Leben. Für dieses duale Studium kooperieren Ausbildungsbetriebe, ein kaufmännisches Berufskolleg und eine Fernhochschule. Das Konzept wurde im Frühjahr 2009 in Berlin mit dem Studienpreis „Innovation des Jahres“ ausgezeichnet.
2013 belegte er beim Literaturwettbewerb zum Berliner Krimimarathon den 2. Platz. Seitdem sind zahlreiche Kurzkrimis in diversen Anthologien erschienen.
2016 erscheint sein Debüt-Roman „Der Tag, an dem ich feststellte, dass Fische nicht klettern können“. Dabei handelt es sich um das Genre „Romantic-Comedy“.
2017 startet die neue Serie um Strafrichterin Tara Wolf mit „Mörderisches Lipperland“ und 2019 mit „Wolfsspiel“
Seit 2015 organisiert er seine Lesungen gemeinsam mit Singer-Songwriter Jonas Pütz (Voice-of-Germany-Teilnehmer 2013/Team Nena) also sogenannte „Text-Konzerte“, bei denen sich Musik und Lesung abwechseln.

## Veröffentlichungen
Jaschinski ist seit 2002 Herausgeber sowie Autor der wirtschaftswissenschaftlichen Buchreihen „Das Kompendium“  und „… leicht verständlich“. Er hat mehrere Sachbücher zu wirtschaftsrechtlichen Themen veröffentlicht.
Fachbücher
- mit Andreas Hey: Wirtschaftsrecht. 8. Auflage. Merkur, Rinteln 2015, ISBN 978-3-8120-0615-6[1]
- mit Andreas Hey: Rechtskunde. 10. Auflage. Merkur, Rinteln 2019, ISBN 978-3-8120-0050-5[2]

Belletristik
- Ungelöst. Anthologie-Herausgabe mit Robert C. Marley. KBV, Hillesheim 2016,  ISBN 3-95441-315-9[3]
- Der Tag, an dem ich feststellte, dass Fische nicht klettern können. Roman. Verlag Schwarzkopf & Schwarzkopf, Berlin 2016,  ISBN 3-86265-545-8[4]
- Mörderisches Lipperland. Krimineller Freizeitführer.  Gmeiner Verlag, Meßkirch 2019, ISBN 978-3-8392-2061-0[5]
- Wolfsspiel. Roman. Gmeiner Verlag, Meßkirch 2019, ISBN 978-3-8392-2388-8[6]
- Starck und der erste Tag. Thriller. Maximum Verlag, Langwedel 2024, ISBN 978-3-98679-039-4

## Musik
- Album Seasons of life mit der Band „Watermark“[7] – Label „Blue Triangle Records“
- Album In dir ist Freude mit der Band „Frank & Chris“[8]  – Label „Blue Triangle Records“